# Liste der Monuments historiques in Bazoncourt
Die Liste der Monuments historiques in Bazoncourt führt die Monuments historiques in der französischen Gemeinde Bazoncourt auf.

## Liste der Objekte
| Bezeichnung               | Beschreibung                                     | Standort                                  | Kennzeichnung | Schutzstatus | Datum | Bild |
| ------------------------- | ------------------------------------------------ | ----------------------------------------- | ------------- | ------------ | ----- | ---- |
| Skulptur Erzengel Gabriel | Stein, farbig gefasst, Ende des 15. Jahrhunderts | Berlize, in der Kirche St-Matthieu (Lage) | PM57000011    | Classé       | 1977  |      |